# 구티에리토스
《구티에리토스》(스페인어: Gutierritos)은 1958년 방영된 멕시코의 텔레노벨라이다.